# Station Recz Pomorski
Station Recz Pomorski is een spoorwegstation in de Poolse plaats Recz.